# Ламміку
Ла́мміку (ест. Lammiku küla) — село в Естонії, у волості Тарту повіту Тартумаа.

## Населення
Чисельність населення на 31 грудня 2011 року становила 46 осіб.

## Географія
Через населений пункт проходить автошлях 41 (Кяревере — Кяркна).